# Drużbart

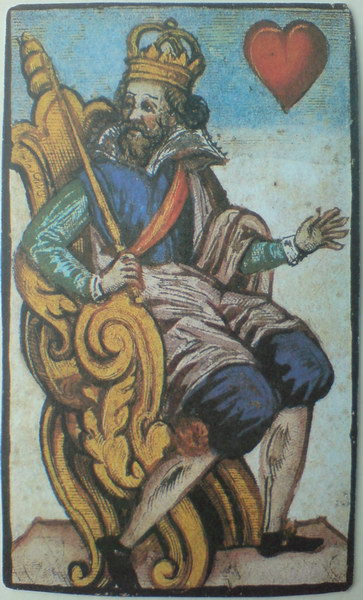
Drużbart

Drużbart – gra w karty, popularna w Polsce w XVIII wieku, później zaś (XIX wiek) już tylko wśród dzieci. Grana w 32 karty, polegała głównie na zgrywaniu lew i karach bądź nagrodach w postaci zabawnych rysunków.